# Sium aquaticum
Sium aquaticum är en flockblommig växtart som beskrevs av Johann Anton Güldenstädt och Carl Friedrich von Ledebour. Sium aquaticum ingår i släktet vattenmärken, och familjen flockblommiga växter. Inga underarter finns listade i Catalogue of Life.